# Haldenstövare
Haldenstövare är en hundras från Norge, namngiven efter den sydnorska staden Halden. Det är en drivande hund som avlades fram under 1800-talets andra hälft genom korsning av de brittiska raserna foxhound, harrier och beagle med lokala stövare. Haldenstövaren erkändes som ras först 1952 och har alltid varit rätt ovanlig. För att bli utställningschampion måste en haldenstövare ha meriter från jaktprov för drivande hund.